# 宇治山田空襲

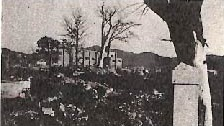
宇治山田空襲後の宇治山田市大世古町新道地区

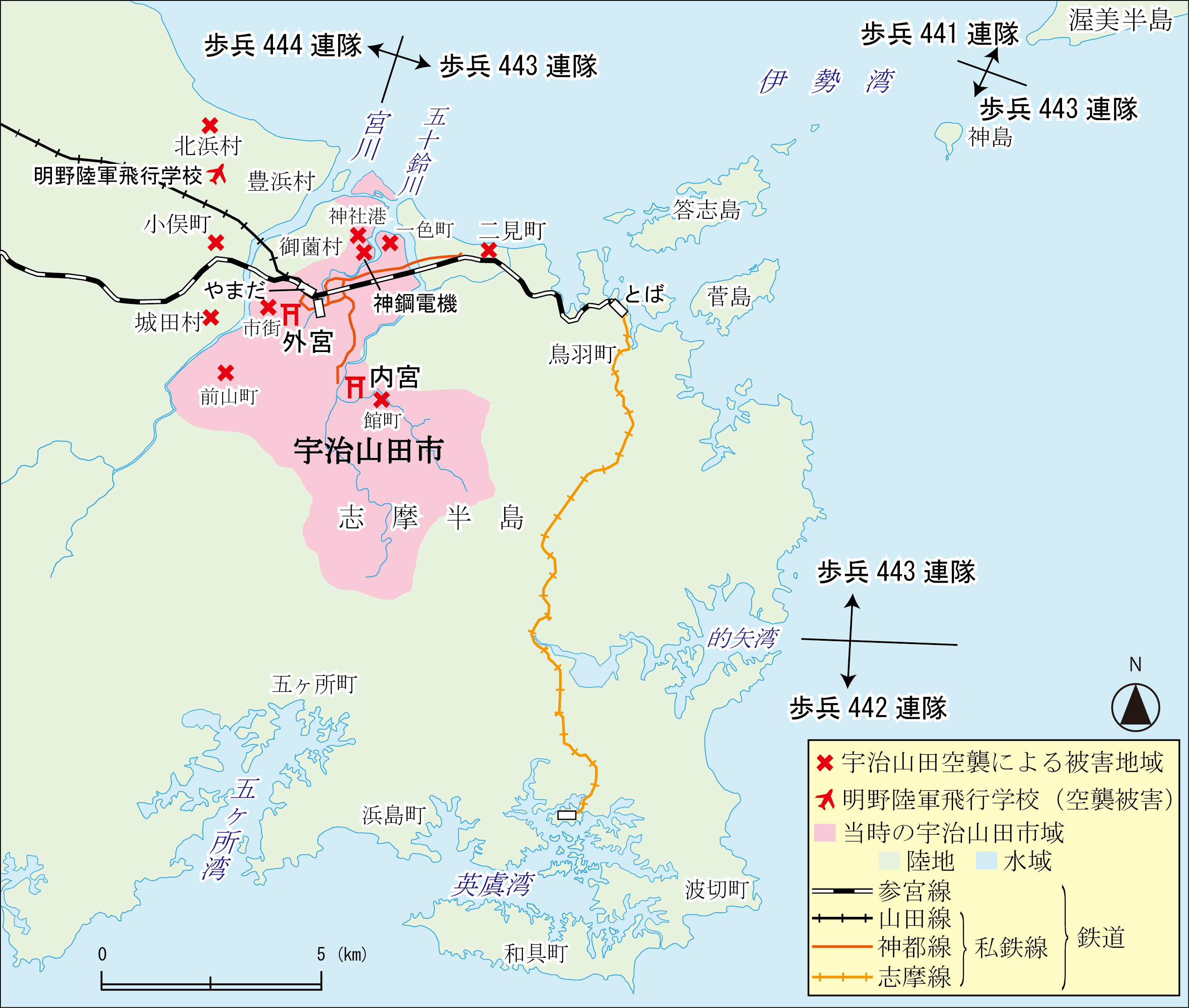
宇治山田空襲関係地図（志摩半島広域）

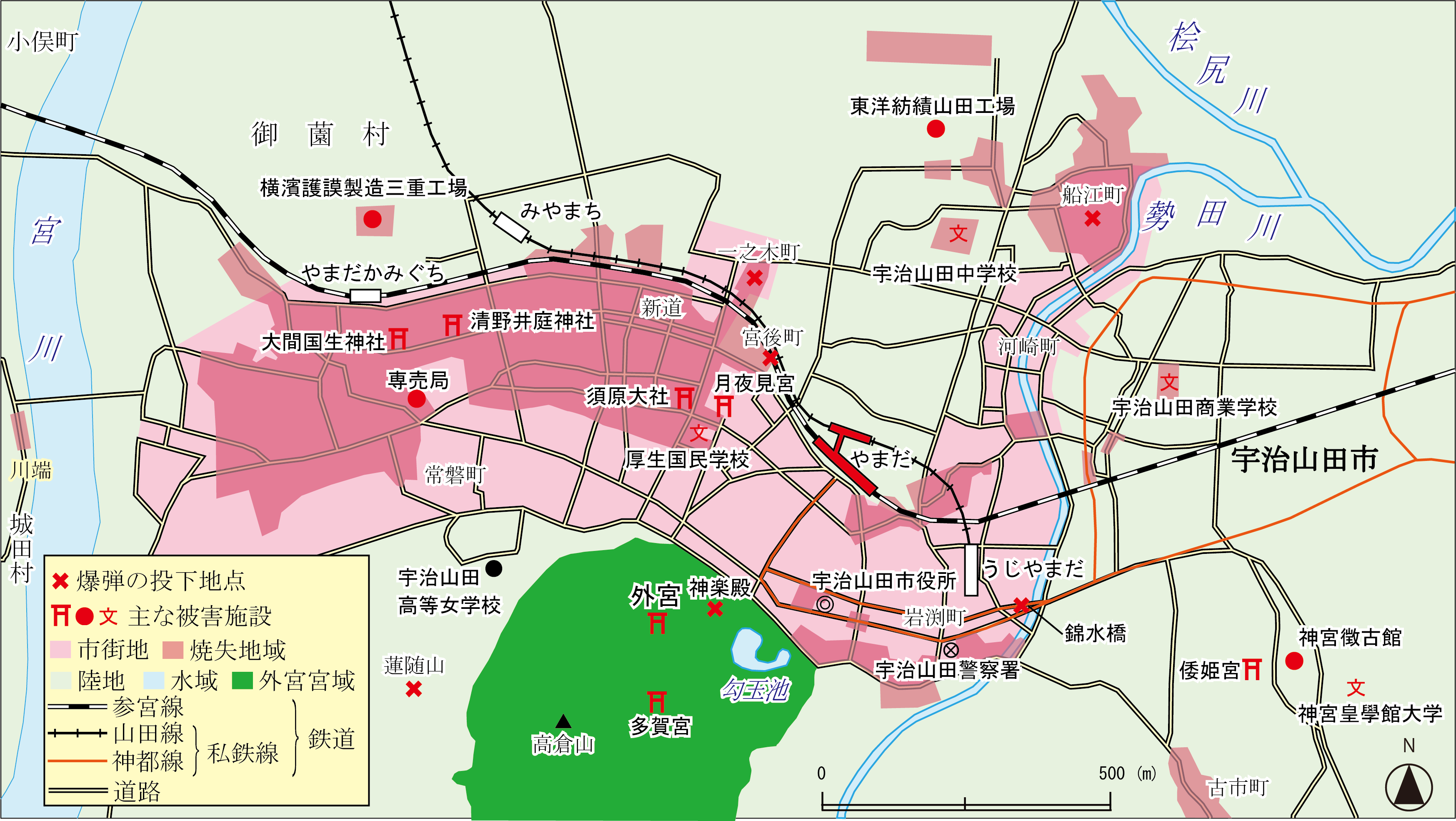
宇治山田空襲関係地図（宇治山田市街）

宇治山田空襲（うじやまだくうしゅう）は、第二次世界大戦末期、1945年（昭和20年）にアメリカ軍により行われた三重県宇治山田市（現・伊勢市）への空襲（戦略爆撃）のことである。日本側も志摩半島もアメリカ軍の上陸地の一つとして想定し軍を駐屯させていたが、この爆撃について、当時の日本報道は専ら、「神都」と称され国家的重要都市であった宇治山田を攻撃することで日本人の戦意を低下させる為のものであることを前提にした形で米側を非難している。1月14日の伊勢神宮豊受大神宮（外宮）への爆弾投下を皮切りに6度の大規模な攻撃を受け、市街地の5割ないし6割を焼失した。

## 概要
志摩半島はB-29にとって潮岬や御前崎と並んで格好の目標物であったため、B-29は志摩半島の付け根にあたる宇治山田市の上空を頻繁に通過した。宇治山田市は外洋にもほど近かったため、艦載機の攻撃も受けやすい都市であった。宮後町の木原紋次郎の記録によれば、1944年（昭和19年）6月から1945年（昭和20年）8月16日までに警戒警報が501回、空襲警報は99回発令されたという。
空襲による死者は101人、負傷者は240人で、4,928戸が全半焼、22戸が全半壊したとされる。稲本紀昭ほか『三重県の歴史』によれば、この被害の規模は三重県内で空襲を受けた津市や四日市市、桑名市と比較すると小さかったが、空襲のあった日数はこれらの都市よりも多かった。

## 空襲前の状況
明治維新以後、政府は神道国教化を推し進め、伊勢神宮は日本全国の最高位の神社として位置付けられた。近代的な交通機関が発達したことと伊勢神宮が国家主義的傾向と結びついたことにより、参宮客は統計のある1897年（明治30年）以降、1945年（昭和20年）まで増加傾向が続いた。宇治山田市は「神都」と称され、日本全国から人や金品が集まるようになった。
1933年（昭和8年）2月、宇治山田市長は内閣総理大臣と内務大臣宛に「大神都特別整地国営計画に関する意見書」を提出、旧市街を神都にふさわしい公園・道路・ホテル用地として整備し、移転対象の市民のために郊外に新市街を建設、地下鉄や空港の整備も求めた。これを受け、皇紀2600年となる1940年（昭和15年）に「神宮関係特別都市計画法」が制定された。同法では新市街建設は盛り込まれず、伊勢神宮の宮域拡張と鉄道や道路の整備のみを行うこととした。
太平洋戦争が開戦した後も、1943年（昭和18年）の始め頃までは伊勢神宮は比較的平静が続いていた。ところが同年4月より常夜灯が消され、警戒警報・空襲警報も相次ぎ、参宮者は軍隊や町内会の必勝祈願ばかりとなっていった。緊迫した情勢の中でも、神宮では1949年（昭和24年）に予定されていた式年遷宮に向けて粛々と準備を進めていた。

## 空襲の経過

### 最初の空襲で外宮に被害

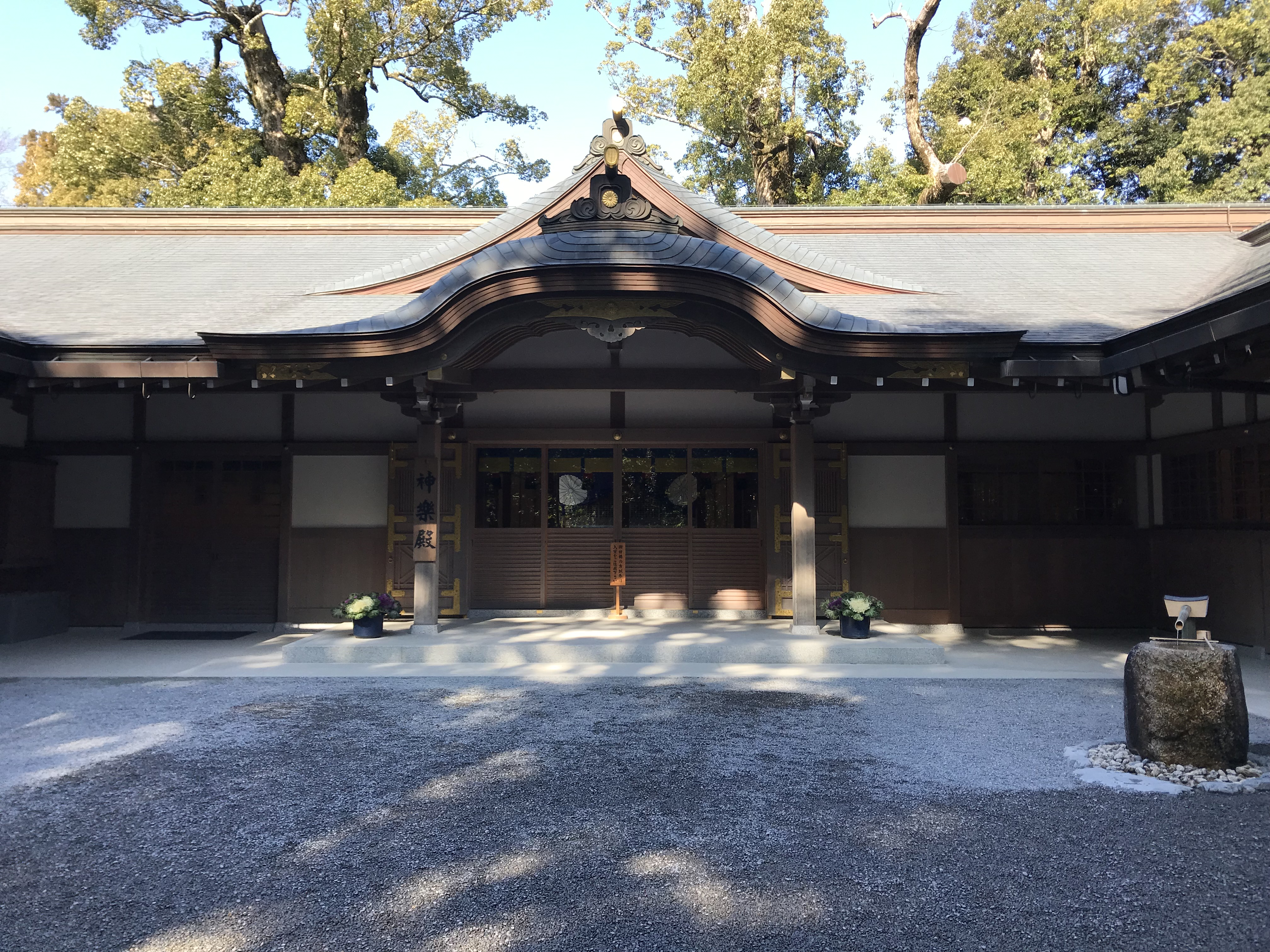
外宮神楽殿（2019年〔平成31年〕）

1945年（昭和20年）1月14日午後2時53分、宇治山田市にアメリカ軍のB-29が襲来し、宇治山田市で初めての空爆を行った。これは、三重県で最初の本格的な空襲であった。この空襲では1人が死亡、16人が負傷した。
推定8発の爆弾が投下され、常磐町の蓮随山果樹園や岩渕町の錦水橋北西詰に着弾した。外宮へは5か所6発の爆弾が投下され、五丈殿・九丈殿・神楽殿・斎館で被害があった。その被害とは、軒先と戸障子の破損や板塀の倒壊、屋根に数か所の穴が開いた程度であり、軽微なものであった。これを神宮は「神異」と捉えた。ところが4時間半後のラジオでの大本営発表では「敵は数発の爆弾を豊受大神宮々域に投下、斎館二棟、神楽殿五棟崩壊せり」とされた。大本営発表を受けた翌1月15日の新聞は、「醜弾、伊勢の神域を汚す」、「米、鬼畜の本性を現す」と報道し、1月17日には大日本言論報国会の主催で「一億総憤激大会」が東京都の日比谷公会堂で開かれた。

### 陸海軍による神宮防衛
この空襲を受け、大日本帝国陸軍は2月に宇治山田防空隊を配備した。伊勢神宮の防空と警護のため、672人の独立高射砲第5大隊（名古屋の精鋭部隊といわれていた。）と1,648人の伊勢警備隊を編成し、宇治山田市に配備したのであった。これら部隊は対米軍上陸部隊戦闘だけでなく、伊勢神宮防衛も任務とされた。高射砲陣地は、大正末期からの買収や整地は済んでいたが戦争で計画は止まっていた皇族の宿泊施設「伊勢離宮」のための用地に築かれた。高射砲陣地は複数あり、中村町の台地では高射砲の砲側弾薬庫３基と高射砲を据えるコンクリート基礎が発見され、高射砲の弾薬庫とされるコンクリート製の戦争遺跡が伊勢市立五十鈴中学校の北側に残る。
またこの年の第一次兵備で動員された第153師団（護京師団）を宇治山田市周辺に置き、伊勢湾口と神宮を防衛することとなった。第153師団は主力の歩兵連隊を志摩半島に、歩兵第441連隊を対岸の愛知県渥美半島に配し、神宮周辺は伊勢警備隊が防衛に当たった。
大日本帝国海軍も伊勢湾内への敵艦の侵入を阻止するため菅島・神島沖に機雷約194個を設置、第4特攻戦隊を志摩半島に配備した。
こうした手厚い防衛体制が敷かれた神社は日本で唯一であり、いかに伊勢神宮が重視されていたかが窺える。

### 続発する空襲
1月28日に艦載機が銃撃を行った。2月15日にも一之木町に爆弾が投下され、浜郷地域や近隣の御薗村にはエレクトロン焼夷弾が投下された。倭姫宮付近では焼夷弾による火災が発生した。この攻撃で死者1人、軽傷者4人が発生した。3月14日には油脂焼夷弾20発、小型爆弾2発が前山町の山林に投下されたが、不発であり被害はなかった。
4月7日には一之木町（13発）や館町（8発）に爆弾が投下され、山林や田で火災が起き、無人の家屋が破壊された。内宮では宇治橋前の衛士見張所などで60枚のガラスが割れた。

### P-51の銃撃
4月22日午前11時20分の空襲は約40機のP-51による銃撃であった。P-51は複数の編隊に分かれて波状攻撃を仕掛け、宇治山田市のみならず、近隣の二見町・小俣町・城田村・北浜村にまで被害が及んだ。神鋼電機山田工場で1棟が全焼したほか、住宅1軒、無人家屋1軒、船舶1隻が被害を受け、死者2人、負傷者14人を出した。なお、この時P-51の1機が豊浜村野依に墜落している。

### 5月、6月の空襲

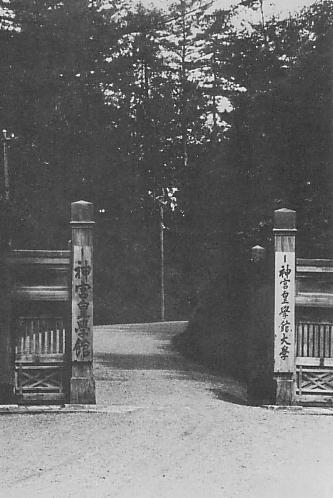
神宮皇學館大学（1941年〔昭和16年〕）

5月14日の空襲では神宮皇學館大学の建物3棟が全半焼し、市内の国民学校1棟が焼失した。
神鋼電機山田工場は4月22日の後も攻撃対象となり、6月5日と6月15日に被弾している。6月15日の空襲では神社港で火災が発生、近隣の一色町にも着弾、死者14人と伝えられる。6月16日、17日にも連続して爆弾が投下され、続いて25日にB-29数機が爆弾投下、26日に宇治山田市船江町に爆弾が投下された。

### 緊迫した7月
7月に入ると、より差し迫った状況となり、警戒警報が101回、空襲警報が24回発令された。7月2日には警察が三重県内の各神社に対して、延焼や冒涜のおそれのない場所へのご神体の常時保管または空襲警報時の移送を通達した。伊勢神宮ではそれ以前からご神体の疎開が計画されており、外宮では高倉山古墳付近、内宮では正宮の奥に疎開場所が設けられたとされるが、詳細な場所は神宮のごく限られた人のみ知る機密事項であり、神域内であるため戦後も調査できておらず、未解明である。また実際にご神体が疎開されたかどうかも不明である。
7月24日には爆弾投下により外宮外苑で火災が発生している。

### 7月28日・29日、最大の空襲

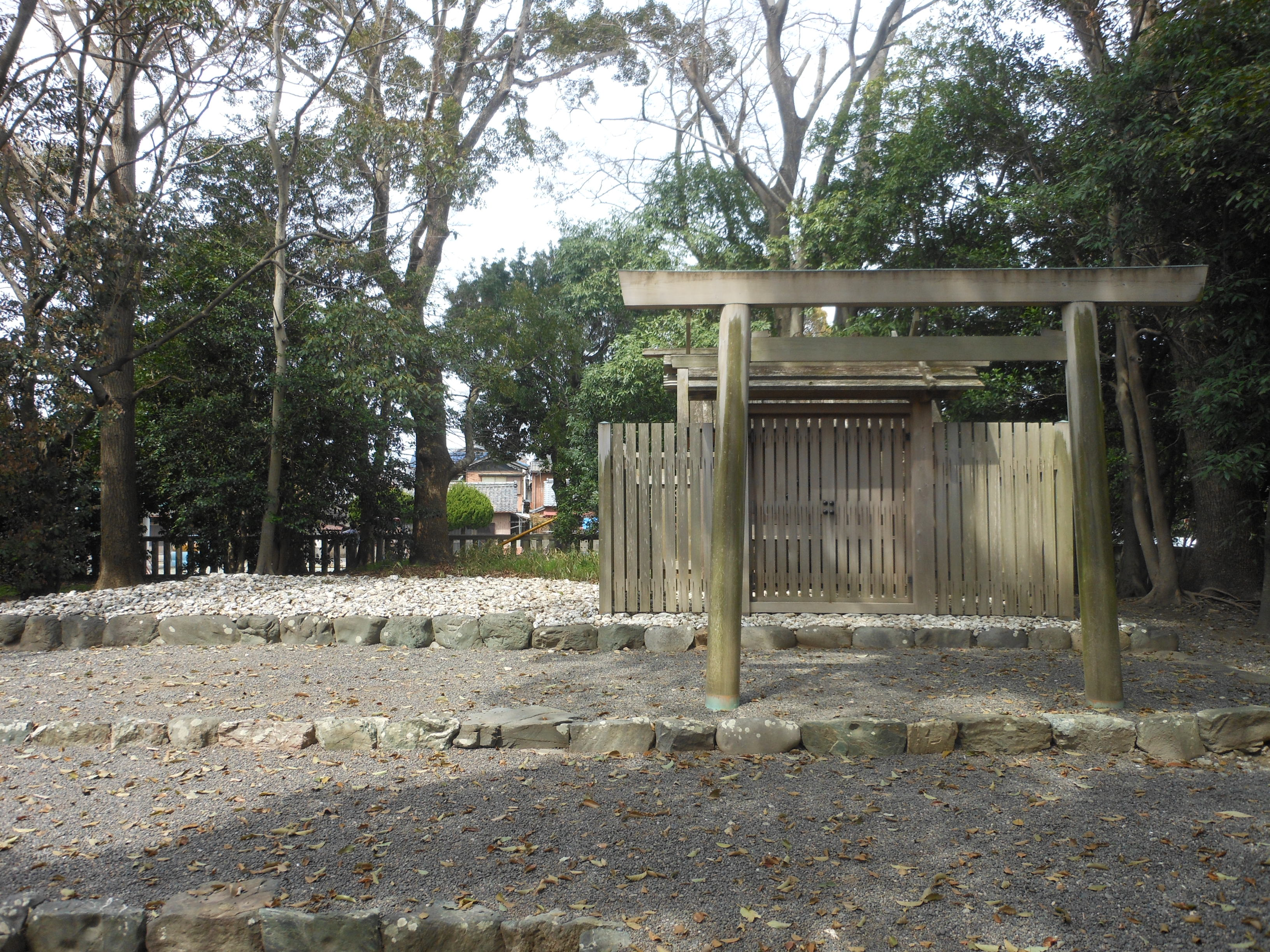
清野井庭神社（2013年〔平成25年〕）

7月27日夜、アメリカ軍は空襲を予告する伝単を宇治山田市をはじめ、津市や愛知県一宮市、岐阜県大垣市、青森県青森市、愛媛県宇和島市に撒いた。7月28日午後11時10分、空襲警報が発令され、まもなく志摩半島南方から約60機のB-29が飛来し、津市への攻撃に向かった。その後、日付が変わって7月29日午前1時頃、山田駅から西側の宇治山田市街地に6ポンド油脂焼夷弾を1万数千発も投下した。アメリカ軍の資料によると、この時B-29は93機で焼夷弾734.6tの攻撃を仕掛けたとされる。
被害は市街地面積の5割に相当する27,751.35m2に及び、全戸数の3割に相当する4,517戸を焼失、総人口の35%に相当する22,600人が罹災した。被害を受けた施設は主要なものだけでも、山田駅・神宮皇學館大学・大蔵省専売局山田出張所・三重県度会地方事務所・三重県立宇治山田中学校・三重県立宇治山田商業学校・宇治山田市立厚生国民学校・宇治山田市立宮山国民学校・須原大社など多数あり、特に山田駅・宇治山田中学・厚生国民学校・度会地方事務所は焼失した。
神宮関係施設では神宮司庁宇治工作所・旧内務省神宮関係施設造営所・清野井庭神社・大間国生神社・神宮徴古館が被害を受けた。
事前の偵察飛行等で軍関係者の出入りが気付かれていたのか、師団司令部の置かれた神宮皇學館が集中的に狙われた節があり、このとき隣の神宮徴古館が全焼している。
外宮では、正宮の御垣内にも焼夷弾が降り注いだが、御垣内が火に包まれることはなかった。多賀宮では御階が燃えたものの、警備隊が体をこすりつけて消火し、無事であった。後に外宮宮域から搬出された焼夷弾の残骸はトラック3台分にも及んだという。また外宮の別宮である月夜見宮は、周辺の住宅がすべて焼失した中で、萱葺屋根であったために焼夷弾は屋根に突き刺さっただけで不発となり、軍隊による懸命の消火活動により、社殿だけは焼け跡に残った。しかし、宿衛員嘱託は空襲で命を落とし、宮掌が大火傷を負った。
40機ほどの編隊のアメリカ軍機は内宮にも近づいたが、爆撃は市街地から高射砲陣地ないし探照灯が置かれていたとみられる五十鈴川対岸の山までに止まり、内宮にまで戦火が及ぶことはなかった。内宮に被害がなかったことを、神職は「奇跡」と考え、伊勢神宮の「ご神威」に涙したという。倭姫宮は宿衛屋が焼失したが、本殿は無事であった。これについて、防衛省防衛研究所の原剛 （軍事史家）は、この頃には米軍が日本の文化施設への爆撃制限をしていて、その手引書に伊勢神宮が挙がっていたためとする。

### 8月の空襲と終戦
7月29日の大空襲後も8月1日夜にB-29約25機が来襲、8月14日にも宮後町や山田駅前に小型爆弾の投下や機銃掃射が行われた。そして翌8月15日正午に玉音放送があり、日本は終戦を迎えた。伊勢神宮では幹部が神宮司庁正庁に集まり、嗚咽を漏らしながら玉音放送を聞き入ったと伝えられる。神苑に展示されていた日露戦争の戦利品である大砲などは、軍隊が徹夜でバーナーで焼き切り、埋められた。

## 空襲後の状況

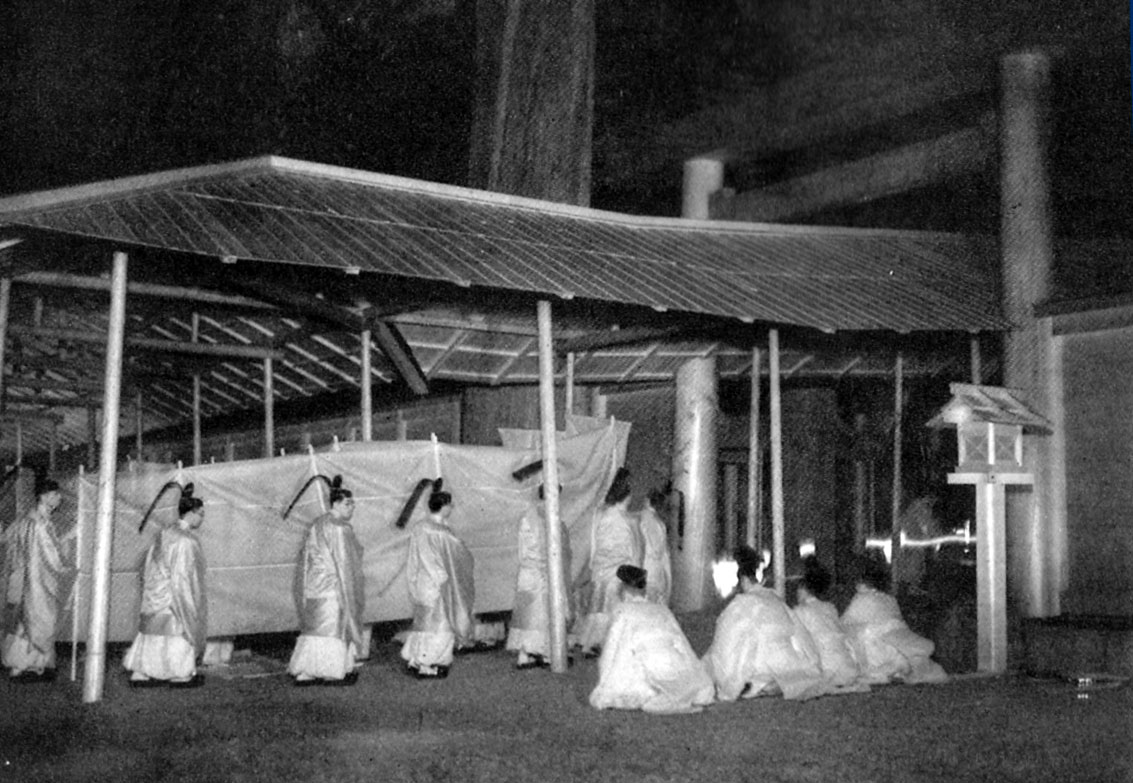
戦後初めて行われた式年遷宮（1953年〔昭和28年〕）

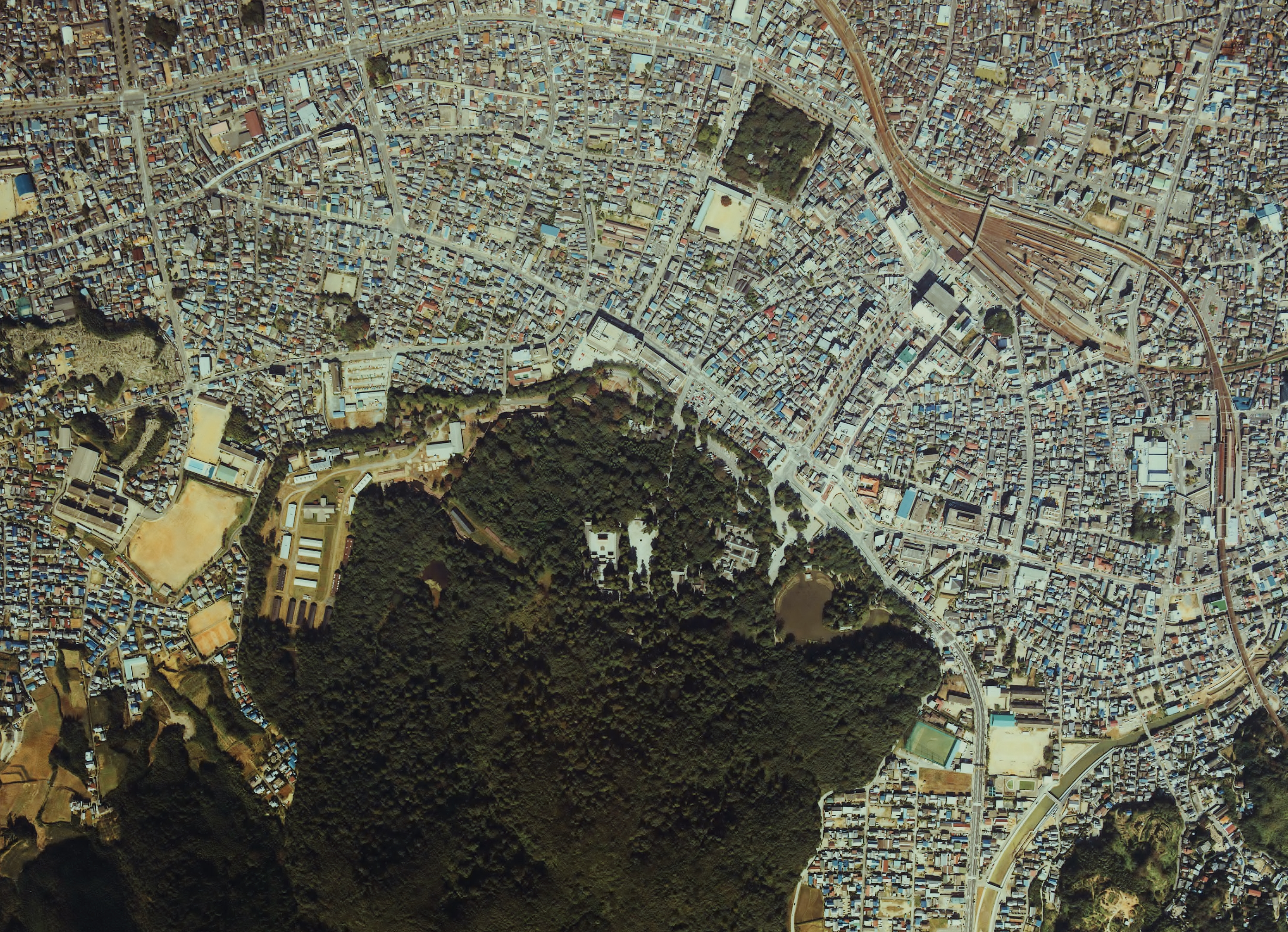
復興を果たした伊勢市街と外宮（1983年〔昭和58年〕）
。

終戦後、伊勢神宮は国家神道を離れ、宗教法人となった。連合国軍はたびたびジープで宇治橋を渡り、神域に乗り入れようとして衛士を困らせた。またGHQから視察が来た際、神宮の面積を縮小されそうになったところ、当時の少宮司が機転を利かせ、「宇治橋から見渡せる範囲の神域は自然保護のために必要である」と話し、それが認められたことで神域は守られた。参宮客は激減し、1947年（昭和22年）の外宮の参宮者は1940年（昭和15年）の10分の1まで落ち込んだ。これを社会の混乱を反映したものとする見解、戦前の「伊勢神宮参拝の押しつけ」に対する反動であるとする見解や、当時連合国軍の憲兵が宇治橋前で参宮客を捕らえて沖縄へ連行するというデマが流布していたことが影響しているという見解もある。1949年（昭和24年）に予定されていた式年遷宮は世情に配慮した昭和天皇の意向により延期されることとなったが、宇治橋だけでも新しくしようという意見が高まり、1949年（昭和24年）に架け替えが行われ、4年後の1953年（昭和28年）には延期された第59回式年遷宮が催行された。以降、式年遷宮（遷御）の4年前に宇治橋を架け替えるのが定着した。
伊勢神宮では銀行の貸し渋りもあって神職への俸給もままならず、1960年代になっても月給は分割払いの状態が続いた。「神宮関係特別都市計画法」で規定された事業は戦局が思わしくなかったため、一部で宮域の拡張と河川改修がなされたのみにとどまり、事業の主体であった内務省とともに廃止された。その後、社会の安定化と経済発展に伴って参宮客は増加し、伊勢神宮は「信仰の対象」から「伊勢志摩観光の主要目的地の1つ」へと変貌した。
宇治山田市は1955年（昭和30年）1月に市名を伊勢市に改めた。市内の旅館は多くが焼失し復興が遅れたため、景観の優れた二見町や鳥羽市に宿泊客を奪われ、伊勢市は宿泊地としての性格を失った。更に伊勢志摩スカイライン、伊勢道路、近鉄鳥羽線など交通網の発達も重なって、伊勢市は通過型の観光都市となり、伊勢志摩地域の中心都市・商工業都市としての比重を増すこととなった。

### 空襲展の開催
1972年（昭和47年）3月、地区労役員らは宇治山田空襲を記録する必要性を訴え、「伊勢市の空襲を記録する刊行物の発行と平和記念日制定の請願」を提出、1975年（昭和50年）1月に伊勢市議会で採択された。この請願提出の中心となった山川忠三は「伊勢市空襲を記録する会」を結成、空襲展の開催や空襲の実態や体験談をまとめた会報を作成するなどの活動を展開した。その後、空襲展は実行委員会形式で開催されるようになり、伊勢市と伊勢市教育委員会が名を連ねた。1988年（昭和63年）には三重県立伊勢高等学校歴史部が既存資料や聞き取り調査を元に宇治山田市の焼夷図を作成し、以後空襲展の中心展示物となった。戦後50年となる1995年（平成7年）には、空襲のあった7月29日に伊勢青年劇場（現・劇団伊勢）が演劇「伊勢大空襲」を上演した。